# Bioconjugate Chemistry
Bioconjugate Chemistry is een wetenschappelijk tijdschrift met peer review, dat wordt uitgegeven door de American Chemical Society. De naam wordt gewoonlijk afgekort tot Bioconjugate Chem. Het tijdschrift publiceert onderzoek uit de biochemie en moleculaire biologie.
Bioconjugate Chemistry werd opgericht in 1990. In 2017 bedroeg de impactfactor van het tijdschrift 4,485.